# دلفتية ليتوبينية
دلفتية ليتوبينية (الاسم العلمي: Delftia litopenaei) هي نوع من البكتيريا، سلبية الغرام، تتبع جنس الدلفتية.